# Caproni Ca.331
Caproni Ca.331 Raffica là một loại máy bay của Ý, do hãng Caproni chế tạo vào đầu thập niên 1940.

## Quốc gia sử dụng
Ý
- Regia Aeronautica

 Đức
- Luftwaffe

## Biến thể
Caproni Ca.331 O.A. (hay Caproni Ca.331A)
Caproni Ca.331 C.N. (hay Caproni Ca.331B)
Caproni Ca.331G

## Tính năng kỹ chiến thuật (Ca.331 C.N.)
Dữ liệu lấy từ Italian Civil & Military Aircraft 1930-1945
Đặc tính tổng quan
- Kíp lái: 3
- Chiều dài: 11,7412 m (38 ft 6,25 in)
- Sải cánh: 16,4021 m (53 ft 9,75 in)
- Chiều cao: 3,2068 m (10 ft 6,25 in)
- Diện tích cánh: 38,50 m2 (414,4 foot vuông)
- Trọng lượng rỗng: 4.599 kg (10.140 lb)
- Trọng lượng có tải: 6.800 kg (14.992 lb)
- Động cơ: 2 × Isotta-Fraschini Delta IV , 630 kW (840 hp)  mỗi chiếc

Hiệu suất bay
- Vận tốc cực đại: 505 km/h; 273 kn (314 mph) trên độ cao [chuyển đổi: số không hợp lệ]
- Tầm bay: 1.600 km; 864 nmi (994 mi)
- Trần bay: 8.092 m (26.550 ft)
- Thời gian lên độ cao: 3,999 m (13,1 ft) trong 9 phút 35 giây

Vũ khí trang bị

- Súng: 8 x súng máy Breda-SAFAT 12,7 mm (0,5 in)
- Giá treo: 2
- Bom: 1,000 kg (2 lb) bom